# Cañada de Benatanduz
Cañada de Benatanduz es un municipio de España, en la provincia de Teruel, comunidad autónoma de Aragón, de la comarca del Maestrazgo. Tiene un área de 34,89 km² con una población de 39 habitantes (INE 2024) y una densidad de 1,2 hab/km².

## Geografía
Situada al pie de la Sierra de la Cañada, en la zona central del Parque Cultural del Maestrazgo, el entorno de la Cañada de Benatanduz sólo se puede definir como espectacular. Se alza en los desfiladeros del río que lleva su nombre, a una altitud de 1422 m sobre el nivel del mar, siendo el municipio más alto de todo el Maestrazgo. La distancia por carretera con Teruel es de 88 km. Está constituida por tres barrios conectados entre sí, Monjuí, San Cristóbal y La Magdalena. Se puede acceder a la localidad por la carretera A-226 desde Cantavieja o Fortanete, tomando después la carretera A-1702 dirección Ejulve. La actividad principal de la población es la agropecuaria, destacando el dominio del cereal y la ganadería ovina.

### Naturaleza
La Cañada de Benatanduz se ubica entre la sierra de la Cañada y el puerto de Cuarto Pelado, con un paisaje agreste y lleno de matices. El casco urbano se encuentra sobre una plataforma caliza, en el borde del barranco de la Cañada, reflejo de la erosión fluvial sobre el sustrato calizo plegado.El despoblamiento de los últimos años se refleja en el abandono de las tierras de cultivo, que se convierten en grandes praderas naturales invadidas por matorrales de sustitución (aliagas, erizales y tomillos).
Se observan pinares albares con carrasca y boj en laderas de solana, mientras que en las de umbría dominan las formaciones mixtas de rebollo con sotobosque de boj, acebo y carrascal. En las zonas rocosas que dominan el río Cañada predomina el boj, y en los cauces la humedad del suelo da lugar a formaciones de chopos, sauces y madreselvas.
En las inmediaciones del Cuarto Pelado se localiza un pinar de gran interés y alto valor paisajístico, y al este del término municipal se encuentra la Muela Monchén, uno de los hitos paisajísticos más relevantes del Maestrazgo.

## Historia
Su nombre entraña una curiosa mezcla de elementos cristianos e islámicos, tras la reconquista cristiana pasa a ser de la Orden del Temple, quien le otorgará carta de población en 1198, una de las más antiguas de la zona. Seguirá las vicisitudes de los pueblos dependientes de la encomienda de Cantavieja.
Aislada en la sierra y centrada en una economía de carácter agropecuario, al igual que otras poblaciones próximas participará en los conflictos territoriales, especialmente por el aprovechamientos de los recursos de la Muela Monchén, con los pueblos limítrofes. Sin embargo la tranquilidad de este municipio será turbada por las guerras carlistas, adquiriendo cierto protagonismo, durante alguna de ellas, al protagonizar durante la década de 1870, alguno de sus vecinos las partidas carlistas que asolaron el territorio (capitaneados por el propio párroco y los hermanos Puerto).
Padecerá los males de la guerra civil española y la posterior despoblación. En estos últimos años, el pueblo completa el proceso de alejamiento de la peña en que se emplazó originalmente, acercándose hacia la carretera, donde se construirá el nuevo ayuntamiento.

## Demografía
Cañada de Benatanduz cuenta con una población de 39 habitantes (INE 2024).
| Gráfica de evolución demográfica de Cañada de Benatanduz entre 1842 y 2021                                          |
| |
| Población de derecho según los censos de población del INE Población de hecho según los censos de población del INE |

## Administración y política

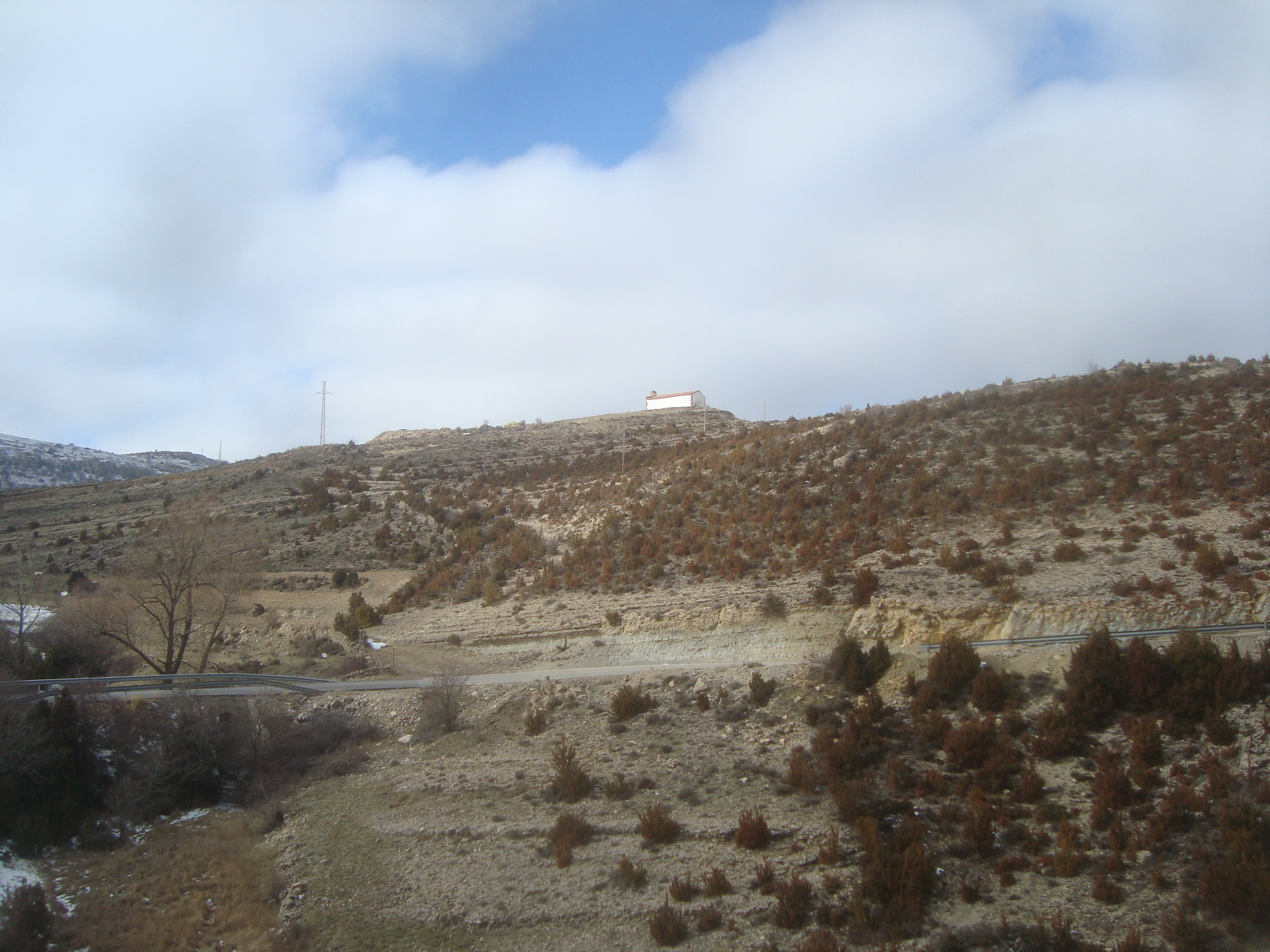
Panorámica de la ermita de San Cristóbal

| Período   | Alcalde                       | Partido |  |
| --------- | ----------------------------- | ------- |  |
| 1979-1983 | Wenceslao Gargallo Casulla    | UCD     |  |
| 1983-1987 |                               |         |  |
| 1987-1991 |                               |         |  |
| 1991-1995 |                               |         |  |
| 1995-1999 |                               |         |  |
| 1999-2003 |                               |         |  |
| 2003-2007 |                               |         |  |
| 2007-2011 |                               |         |  |
| 2011-2015 | Juan Antonio Monserrate Plana | PAR     |  |

| Partido político    | Partido político                         | 2003   | 2007   | 2011   | 2015   |
| Partido político    | Partido político                         | Ediles | Ediles | Ediles | Ediles |
|                     | Partido Aragonés (PAR)                   | 1      | 1      | 2      | 2      |
|                     | Chunta Aragonesista (CHA)                | —      | —      | 1      | 1      |
|                     | Partido Socialista Obrero Español (PSOE) | —      | —      | —      | —      |
|                     | Partido Popular (PP)                     | —      | —      | —      | —      |
| Total de concejales | Total de concejales                      | 1      | 1      | 3      | 3      |

## Cultura

### Patrimonio

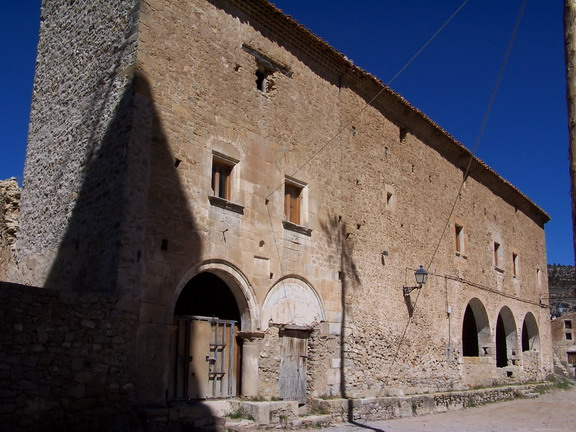
En primer término, el Hospital de los Pobres, y en segundo, el Ayuntamiento con su trinquete, ambos del

La singular disposición urbana de La Cañada de Benatanduz, permite distinguir el área correspondiente al barrio de Monjuí, en el extremo del espolón calcáreo, donde se concentran los restos más antiguos de la población, que debieron corresponder al castillo (que estaba situado donde hoy está situado el cementerio) y la antigua iglesia, hoy todo en ruinas. 
A una cota inferior encontramos el conjunto de la plaza mayor, presidido por la torre de la iglesia de Nuestra Señora de la Asunción y flanqueado por el complejo consistorial, impresionante conjunto de sillería, formado por el antiguo ayuntamiento de la Cañada de Benatanduz, con lonja-trinquete y el hospital de los pobres, con sus porches en arco de medio punto y lápida conmemorativa que data la obra en 1568.
Se pueden destacar también la ermita de San Cristóbal y la ermita de la Magdalena. La primera está en buen estado de conservación, ya que fue restaurada hace poco, pero la segunda está en estado de ruinas.
El conjunto se completa con diversos rincones, algunos de ellos más próximos al carácter de la arquitectura del hábitat disperso de las masías que al de los núcleos de población agrupados.

### Fiestas y tradiciones
El mantenimiento de parte de las festividades tradicionales de Cañada de Benatanduz, así como la incorporación de nuevas fiestas, es una muestra del dinamismo que todavía mantiene esta pequeña localidad.
- Enero – San Antonio: Festividad que se viene celebrando tradicionalmente con la quema de la hoguera en la plaza del pueblo, antiguamente había una hoguera por cada uno de los barrios de la localidad.
- Febrero – Santa Águeda: fiesta que carece de tradición en esta localidad, la reciente donación de una imagen de la Santa a la Iglesia parroquial, sugiere la posibilidad de su celebración.
- 24 de junio – San Juan: Fiestas patronales que se celebran con una misa y una procesión por las calles del pueblo, el acto más llamativo es cuando plantan un pino en la plaza del pueblo que más tarde es subastado para sufragar el gasto de la fiesta, en la misma plaza se celebra una comida donde destaca como plato principal el cordero. El Ayuntamiento se encarga de preparar un refresco para todos los vecinos del pueblo.
- Julio – San Cristóbal: Fiesta que se viene celebrando desde hace unos años, justo cuando se restauró la ermita. Hoy en día se celebra la misa con la bendición de los vehículos y hay una comida en el campo después de matar unos corderos.
- 15 de agosto: Fiesta mayores que se celebran con toros, orquestas, juegos infantiles, jotas y misa baturra.
- 12 de octubre – El Pilar: Fiesta de la Hispanidad que se celebra con una misa y una procesión por las calles del pueblo.

### Actividades y eventos
Es un municipio que cuenta con excelentes condiciones para la práctica del senderismo, siendo atravesado por el GR-8, pudiendo ir hacia Fortanete, Pitarque y Aliaga, además de realizar el camino hasta La Muela Monchén, adecuado para la bicicleta de montaña.
En temporada, el monte de La Cañada permite la recolección de numerosos hongos y setas.

### Productos típicos
A pesar de las limitaciones propias de la altitud y el medio, destaca la producción de excelentes trigos duros, materia prima fundamental para el pan de muchos pueblos de la sierra. Destaca la calidad del cordero y los rebollones cuando acompaña la climatología.
En la Cañada de Benatanduz esta la primera fabrica de patatas rellenas del mundo.

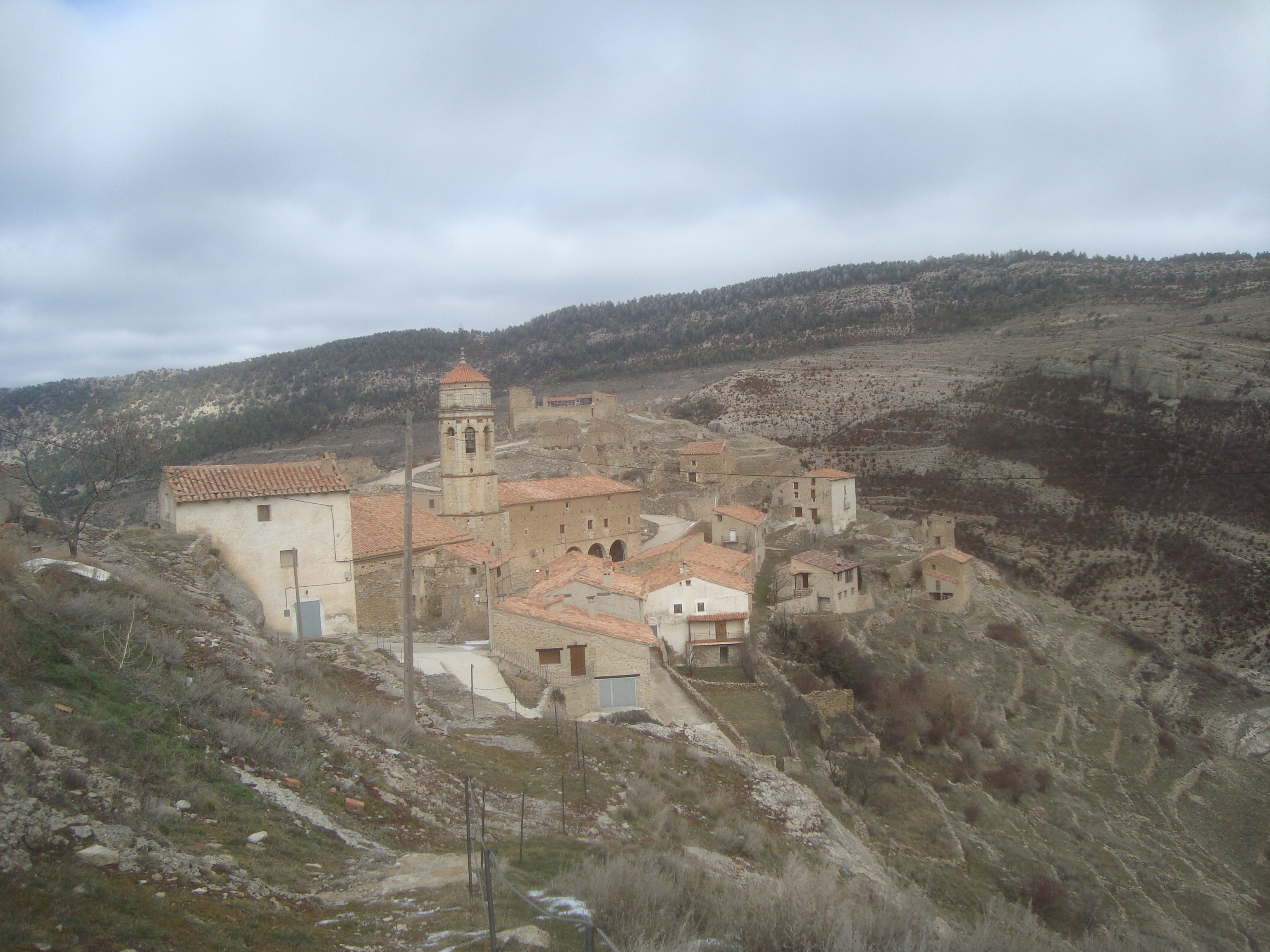
Panorámica del barrio de Monjuí y de la iglesia parroquial
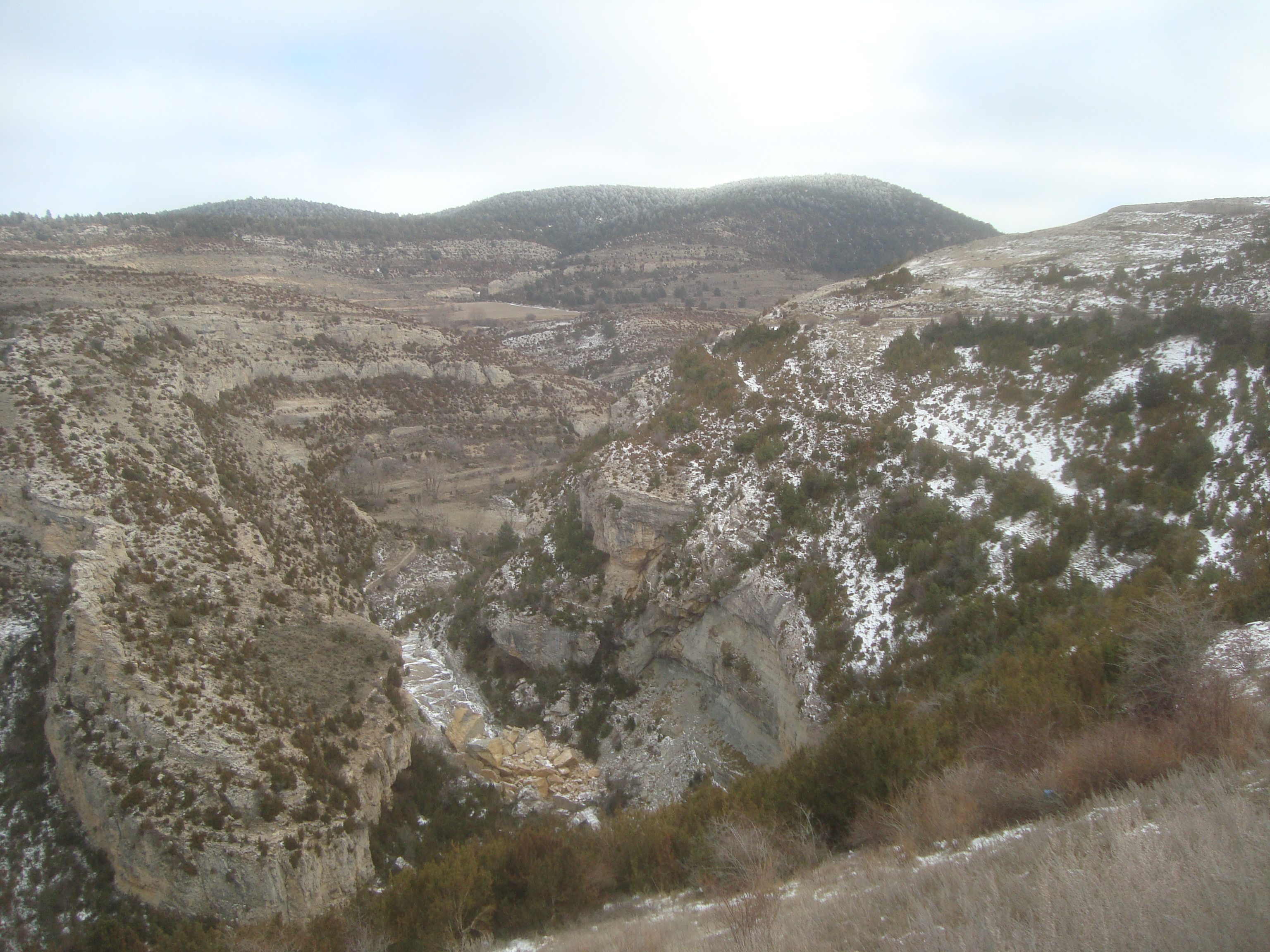
Garganta-desfiladero del río de la Cañada
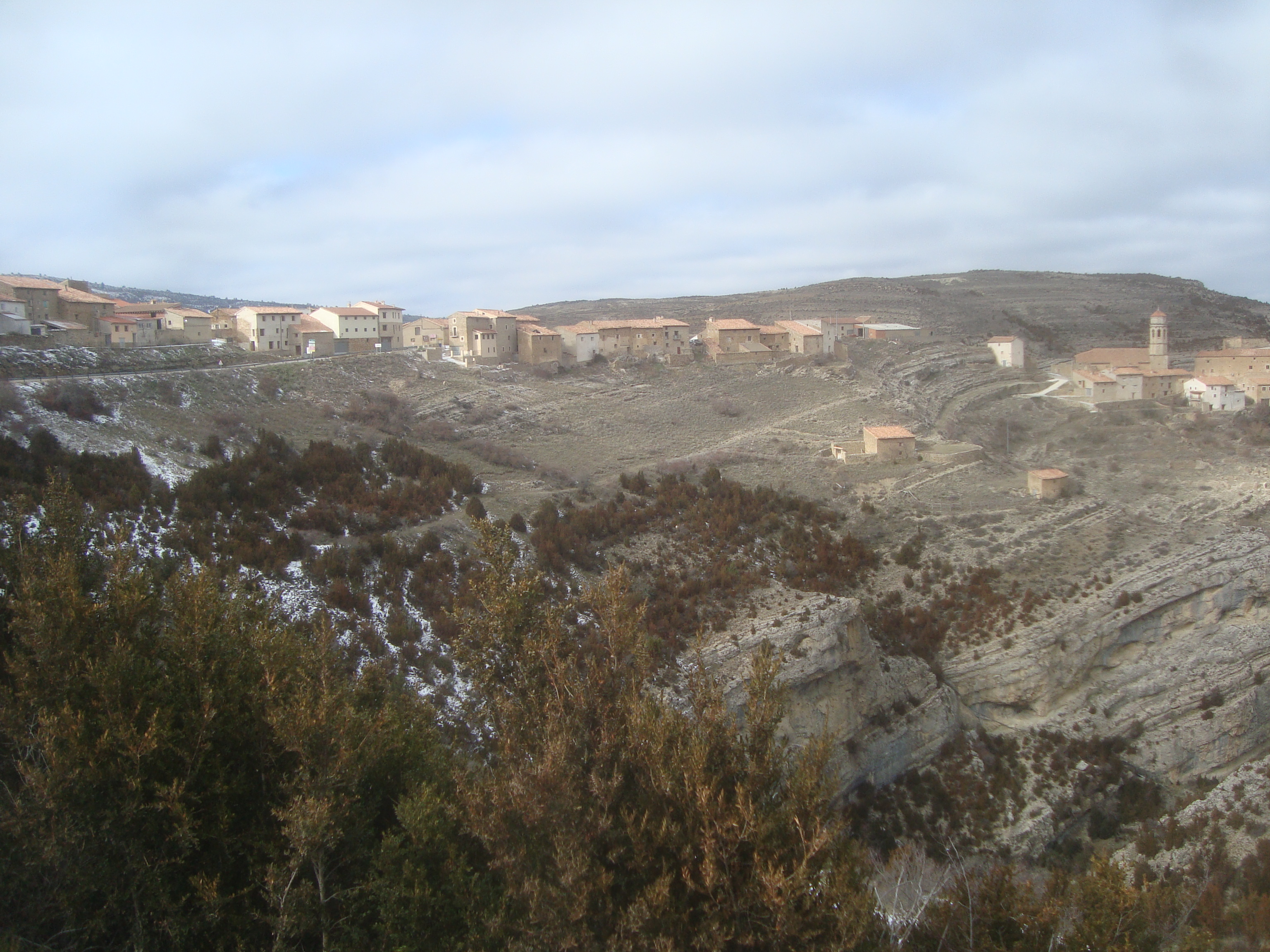
Panorámica
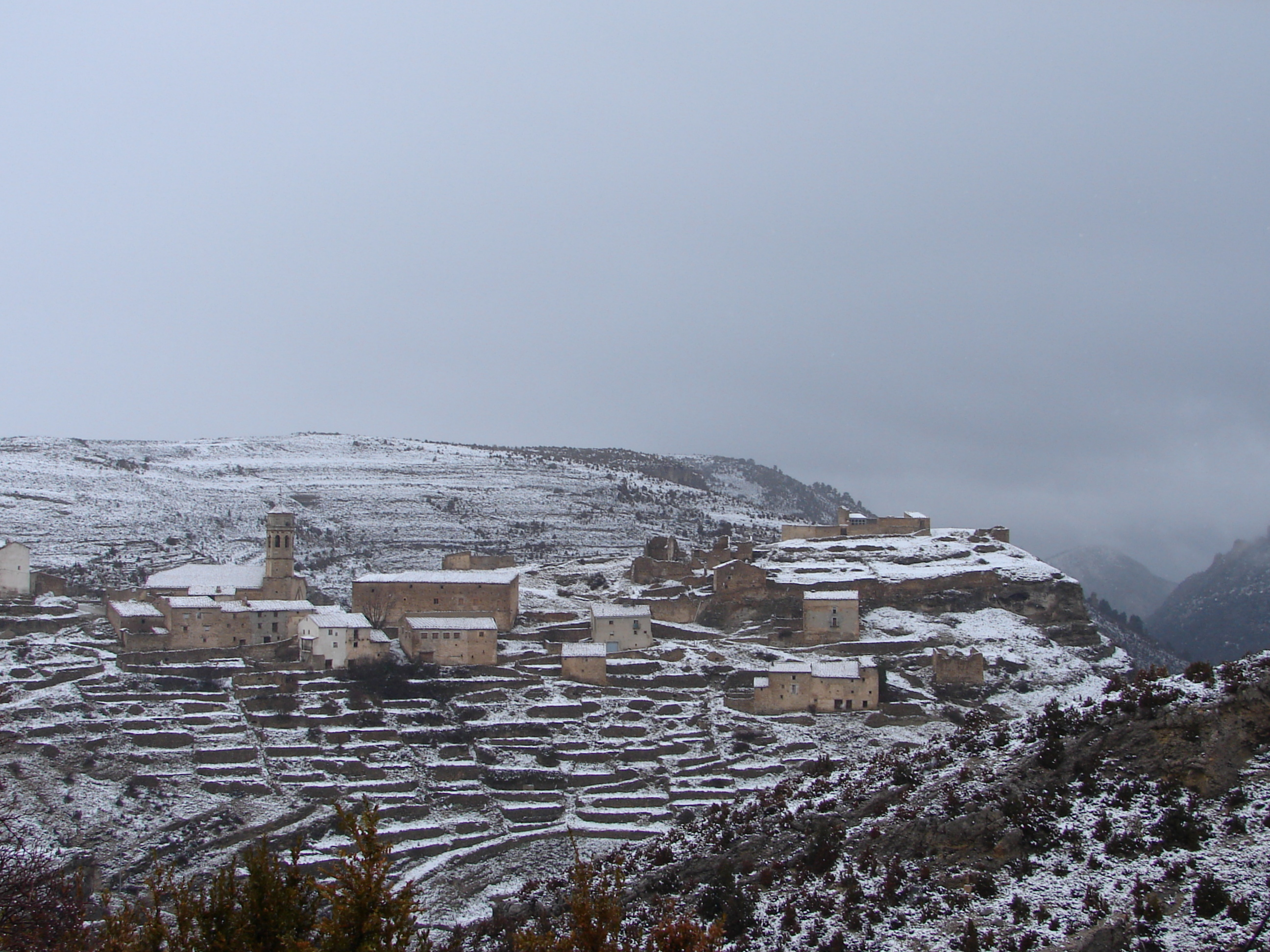
El pueblo de Cañada de Benatanduz nevado